# يوتا فوكوي
يوتا فوكوي (باليابانية: 福井裕太؛ بالكانا: ふくい ゆうた) هو لاعب إسكواش ياباني، ولد في 21 ديسمبر 1987 في اليابان.

## وصلات خارجية
- يوتا فوكوي على موقع SquashInfo.com (الإنجليزية)